# Trident (programa nuclear del Reino Unido)
Trident (en español Tridente), también conocido como programa nuclear Trident o disuasión nuclear Trident, cubre el desarrollo, adquisición y operación de armas nucleares del Reino Unido y sus sistemas vectores. Su propósito, según lo declarado por el Ministerio de Defensa británico, es "disuadir las amenazas más extremas a nuestra seguridad nacional y forma de vida, lo que no se puede hacer por otros medios". Trident es un sistema operativo de cuatro submarinos de clase Vanguard armados con misiles balísticos Trident II D5, capaces de lanzar ojivas termonucleares desde múltiples vehículos de reentrada de objetivos independientes (MIRV). Es operado por la Marina Real Británica y tiene su sede en la Base Naval de Clyde en la costa oeste de Escocia. Al menos un submarino siempre está patrullando para proporcionar una capacidad continua en el mar. Los misiles se fabrican en Estados Unidos, mientras que las ojivas se fabrica en el Reino Unido.
El gobierno británico negoció inicialmente con el gobierno de Jimmy Carter la compra del misil Trident I C4. En 1981, la administración de Ronald Reagan anunció su decisión de actualizar su Trident al nuevo misil Trident II D5. Esto requirió otra ronda de negociaciones y concesiones. El programa Trident del Reino Unido se anunció en julio de 1980 y las patrullas comenzaron en diciembre de 1994. Trident reemplazó el sistema nuclear Polaris basado en submarinos, en funcionamiento desde 1968 hasta 1996. Trident es el único sistema de armas nucleares operado por el Reino Unido desde el desmantelamiento de las bombas tácticas de caída libre WE.177 en 1998.
La postura militar de la OTAN se relajó después del colapso de la Unión Soviética en 1991. Las ojivas Trident nunca se han apuntado a objetivos específicos en una patrulla operativa, pero esperan coordenadas que pueden programarse en sus computadoras y dispararse con varios días de anticipación. Aunque Trident fue diseñado como un elemento disuasorio estratégico, el final de la Guerra Fría llevó al gobierno británico a concluir que se requería un papel subestratégico, pero no táctico.
Está en marcha un programa para el reemplazo de la clase Vanguard. El 18 de julio de 2016, la Cámara de los Comunes votó por una gran mayoría para proceder con la construcción de una flota de submarinos de clase Dreadnought, que estarán operativos en 2028, y la flota actual se dará de baja por completo en 2032.

## Política nuclear del Reino Unido

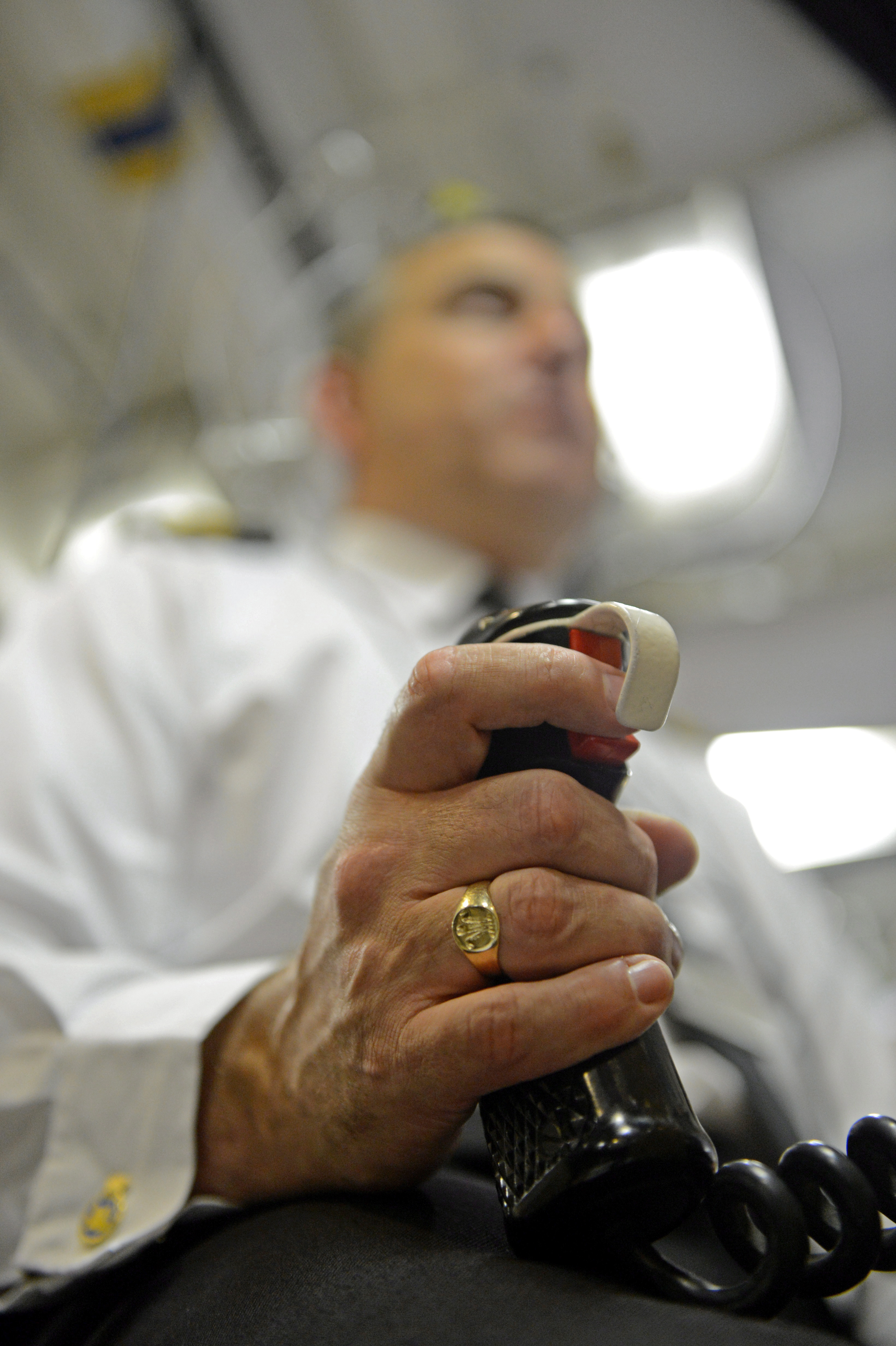
El gatillo utilizado para lanzar un misil Trident en el HMS Vigilant

### Guerra Fría
El programa Trident se inició durante la Guerra Fría y fue diseñado para proporcionar un elemento disuasorio continuo controlado de forma independiente contra las principales amenazas a la seguridad del Reino Unido y sus aliados de la OTAN, incluidas las amenazas planteadas por las armas no nucleares.
Para proporcionar un elemento disuasorio eficaz, el sistema Trident tenía la intención de "representar una amenaza potencial para aspectos clave del poder del estado soviético " mientras era invulnerable a un ataque nuclear sorpresa o preventivo . Al igual que con el sistema Polaris, Trident era propiedad y estaba operado por el Reino Unido, pero estaba comprometido con la OTAN y era un objetivo de acuerdo con los planes establecidos por el Comandante Supremo Aliado en Europa de la organización, que tradicionalmente es una figura importante en el ejército de los EE. UU. Según los términos del Acuerdo de Venta de Polaris, EE. UU. no tiene derecho a vetar el uso de armas nucleares británicas, que el Reino Unido puede lanzar de forma independiente, pero esto solo ocurriría si los "intereses nacionales supremos" lo requirieran.
La decisión final sobre el lanzamiento de los misiles es responsabilidad del primer ministro, quien, al asumir el cargo, escribe cuatro cartas de último recurso (Letters of last resort) idénticas, una de las cuales se guarda en una caja fuerte a bordo de cada uno de los submarinos de la clase Vanguard. Si se pierde el contacto con el Reino Unido, el oficial al mando de un submarino debe seguir las instrucciones de la carta si cree que el Reino Unido ha sufrido un ataque abrumador. Las opciones incluyen tomar represalias con armas nucleares, no tomar represalias, poner el submarino bajo el mando de un aliado o actuar como el capitán lo considere apropiado. El contenido exacto de las cartas nunca se revela y se destruyen sin abrirse cuando un nuevo primer ministro asume el cargo.

### Periodo posterior a la Guerra Fría

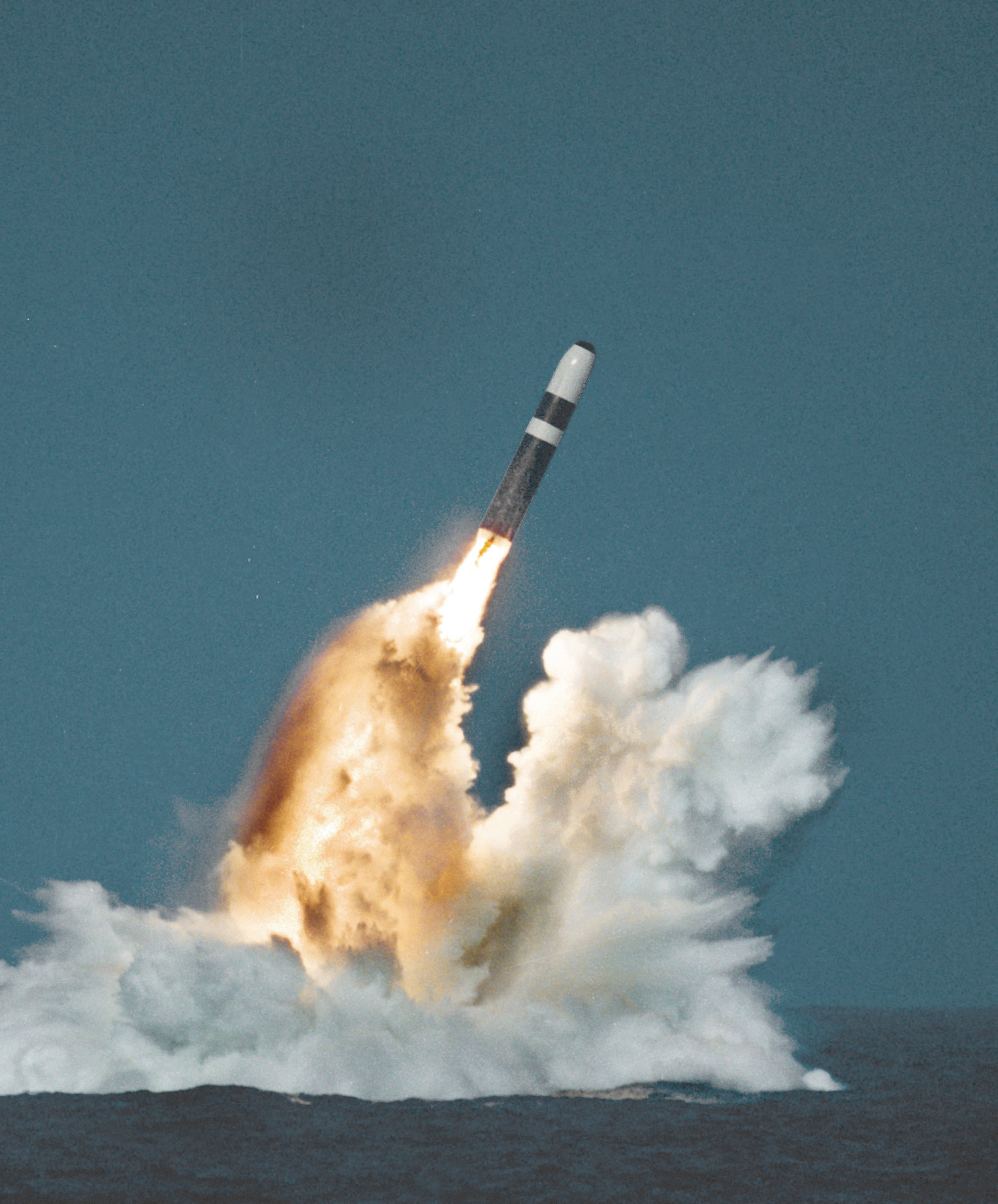
Un misil Trident II D5 como los que posee los submarinos Marina Real Británica de la clase Vanguard.

En el momento de la primera patrulla Vanguard en diciembre de 1994, la Unión Soviética ya no existía y el gobierno ajustó su política nuclear en los años siguientes. Los misiles de Trident fueron "eliminados" en 1994 antes del viaje inaugural del HMS Vanguard. Las ojivas no están dirigidas a objetivos específicos sino que esperan coordenadas que pueden programarse en sus computadoras y dispararse con varios días de anticipación.
Según los términos del Tratado sobre Fuerzas Nucleares de Rango Intermedio de 1987 con la Unión Soviética, Estados Unidos retiró sus armas nucleares navales de superficie y sus fuerzas nucleares de corto alcance. Los GLCM se retiraron del Reino Unido en 1991, y la base de los submarinos armados con Polaris en Holy Loch se cerró en 1992. Las últimas ojivas estadounidenses en servicio británico bajo el Proyecto E, las bombas de profundidad nuclear B57 y los misiles Lance y Los proyectiles de artillería nuclear W48 utilizados por el ejército británico del Rin fueron retirados en julio de 1992. El gobierno conservador británico hizo lo mismo. El despliegue de barcos que transportaban armas nucleares causó vergüenza durante la Guerra de las Malvinas y, posteriormente, se decidió almacenarlas en tierra en tiempos de paz. Las bombas de profundidad nuclear se retiraron del servicio en 1992, seguidas por las bombas de caída libre WE.177 utilizadas por la Royal Navy y la RAF el 31 de marzo de 1998. Esto dejó a Trident como único sistema de armas nucleares.
Aunque Trident fue diseñado como un elemento disuasorio estratégico, el final de la Guerra Fría llevó al gobierno británico a concluir que se requería un papel subestratégico, pero no táctico, y los misiles Trident asumieron el papel que antes desempeñaban las bombas WE.177 de la RAF. El Libro Blanco de Defensa de 1994 declaró: "También necesitamos la capacidad de emprender acciones nucleares a una escala más limitada para... detener la agresión sin desencadenar inevitablemente intercambios nucleares estratégicos". Una declaración posterior decía: "También tenemos la intención de explotar la flexibilidad de Trident para proporcionar el vehículo para los elementos estratégicos y subestratégicos de nuestra disuasión... como un seguro contra posibles tendencias adversas en la situación internacional". El 19 de marzo de 1998, se le pidió al secretario de Defensa, George Robertson, que hiciera una declaración "sobre el desarrollo de una variante de menor rendimiento de la ojiva Trident para el papel subestratégico". Él respondió: "el Reino Unido tiene cierta flexibilidad en la elección del rendimiento de las ojivas en sus misiles Trident".
El Reino Unido no ha declarado una política de no ser el primero en lanzar un ataque nuclear; El exsecretario de defensa británico Geoff Hoon declaró en 2002 y 2003 que el Reino Unido estaría dispuesto a atacar a Estados enemigos con ellas si se usaran armas nucleares contra las tropas británicas. En abril de 2017, el secretario de Defensa Michael Fallon confirmó que el Reino Unido usaría armas nucleares en un "ataque inicial preventivo" en "las circunstancias más extremas". Fallon declaró en una respuesta parlamentaria que el Reino Unido no tiene ni un 'primer uso' ni un 'no primer uso' en su política de armas nucleares para que sus adversarios no sepan cuándo el Reino Unido lanzaría ataques nucleares.
En marzo de 2021, el Reino Unido sugirió un cambio en la política nuclear en su Revisión de Defensa Integrada, afirmando que el Reino Unido se reservaría el derecho de usar armas nucleares frente a las armas de destrucción masiva, que incluye "tecnologías emergentes que podrían tener un impacto considerable", incluidas las tecnologías cibernéticas, a las armas químicas o biológicas. Esto marca un cambio de la política existente del Reino Unido, en el sentido de que las armas nucleares solo se lanzarían contra otra potencia nuclear o en respuesta a amenazas químicas o biológicas extremas. Sin embargo, enfatizó que el Reino Unido no usaría ni amenazaría con usar armas nucleares contra ninguna parte que no tenga armas nucleares en el Tratado de No Proliferación Nuclear de 1968, pero solo si el estado no está en "incumplimiento sustancial" de las obligaciones del Tratado. El cambio en el lenguaje se produce después de que el Reino Unido eliminó el límite en la cantidad de ojivas nucleares Trident que puede almacenar en un 40% de 180 a 260 ojivas "en reconocimiento del entorno de seguridad en evolución". El Reino Unido también ha declarado que ya no declarará cuántas ojivas desplegables tiene en una nueva política de ambigüedad deliberada. La medida tiene por objeto consolidar el estatus del Reino Unido como potencia nuclear y aliado de defensa de Estados Unidos. El líder del Partido Laborista, Keir Starmer, aunque apoyaba la disuasión nuclear, criticó la nueva política y cuestionó por qué el Primer Ministro Boris Johnson creía que era necesario aumentar las reservas. Kate Hudson de la Campaña para el Desarme Nuclear advirtió contra el inicio de una "nueva carrera de armamentos nucleares".

## Renovación del programa

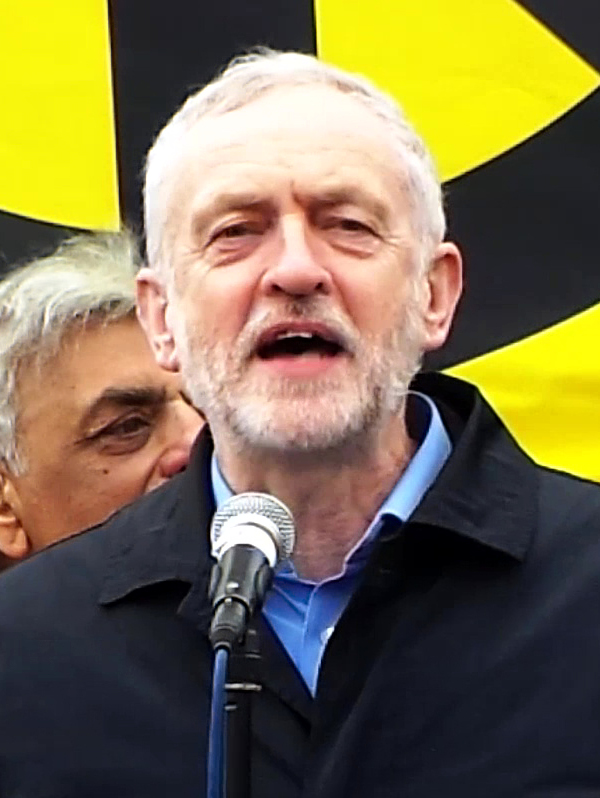
El exlíder de la oposición, Jeremy Corbyn, habla en el mitin #StopTrident en Trafalgar Square el 27 de febrero de 2016

### Libro Blanco de Defensa de 2006
Los submarinos de la clase Vanguard se construyeron con una expectativa de vida de 25 años, llevándolos a la década de 2020. Se espera que los misiles Trident II D5 continúen en servicio hasta al menos 2040 luego de una actualización. Un libro blanco del Ministerio de Defensa británico de diciembre de 2006, titulado "El futuro de la disuasión nuclear del Reino Unido", recomendó que se mantuvieran las armas nucleares y describió medidas que lo harían hasta la década de 2040. Abogó por el sistema basado en submarinos actualmente preferido, ya que seguía siendo la opción de disuasión más barata y segura disponible. Los costos de esta opción se estiman en 15-20 mil millones de libras esterlinas en base a:
250 millones de libras esterlinas para participar en el programa de extensión de la vida útil del misil Trident D5 de EE. UU.
- 11-14 mil millones de £ para una clase de cuatro nuevos submarinos de tipo SSBN.
- 2-3 mil millones de £ para restaurar ojivas nucleares.
- 2-3 mil millones de £ para infraestructura.[23]

Estos precios de 2006/07 equivaldrían a unos 25.000 millones de libras esterlinas para los submarinos de la clase Sucesor, como se los nombró provisionalmente; el informe Initial Gate de 2011 confirmó estimaciones de 2-3 mil millones de £ cada una para las ojivas y la infraestructura. Estas estimaciones de costes excluyen la extensión de la vida útil de cinco años de los submarinos de la clase Vanguard y su desmantelamiento, y no está claro si será necesario comprar nuevos misiles Trident para el programa de extensión de la vida.  Los costes de funcionamiento serían de unos 1500 millones de libras esterlinas al año a precios de 2006. El documento sugirió que partes del sistema Trident existente se reajustaran hasta cierto punto para prolongar sus vidas. Sin embargo, el potencial de extensión de vida relativamente corto (cinco años) de la clase Vanguard significaba que una nueva clase de SSBN debería reemplazarlo en la década de 2020. El primer barco de la nueva clase SSBN tardaría 17 años en diseñarse y construirse, lo que hace necesaria una extensión de cinco años de vida útil de la clase Vanguard.

### Apoyo parlamentario
El 4 de diciembre de 2006 se tomó una decisión sobre la renovación de Trident. El primer ministro Tony Blair dijo a los parlamentarios que sería "imprudente y peligroso" que el Reino Unido renunciara a sus armas nucleares. Esbozó planes para gastar hasta 20 mil millones de £ en una nueva generación de submarinos para misiles Trident. Dijo que el número de submarinos podría reducirse de cuatro a tres, mientras que el número de ojivas nucleares se reduciría en un 20% a 160. Blair dijo que aunque la Guerra Fría había terminado, el Reino Unido necesitaba armas nucleares, ya que nadie podía estar seguro de que otro amenaza nuclear no surgiría en el futuro.
El 14 de marzo de 2007, el gobierno laborista obtuvo el apoyo de la Cámara de los Comunes para los planes de renovación del sistema submarino. Las propuestas fueron aprobadas por una mayoría de 248. A pesar de que se aclaró que la votación era solo para la etapa conceptual del nuevo sistema, 95 diputados laboristas se rebelaron y solo se aprobó con el apoyo de la oposición conservadora. Era la primera vez que los parlamentarios tenían la oportunidad de votar si el Reino Unido debería seguir siendo una potencia nuclear, y la rebelión más grande desde el comienzo de la Guerra de Irak de 2003.
El gobierno laborista propuso que la decisión final de fabricar debería tomarse en 2014. El nuevo  gobierno de coalición conservador-liberal de David Cameron de 2010 acordó "que la renovación de Trident debe ser examinada para garantizar una buena relación calidad-precio". El trabajo de investigación y desarrollo continuó con una decisión de adquisición de Initial Gate, pero la decisión de Main Gate de fabricar un reemplazo se reprogramó para 2016, después de las elecciones generales del Reino Unido de 2015. La votación sobre si ordenar la clase Sucesor se llevó a cabo el 18 de julio de 2016 en la Cámara de los Comunes; la moción fue aprobada con una mayoría significativa, extendiendo la vida del programa hasta al menos la década de 2060. Aunque 48 diputados laboristas votaron en contra, 41 no votaron y 140 votos laboristas se emitieron a favor de la moción.

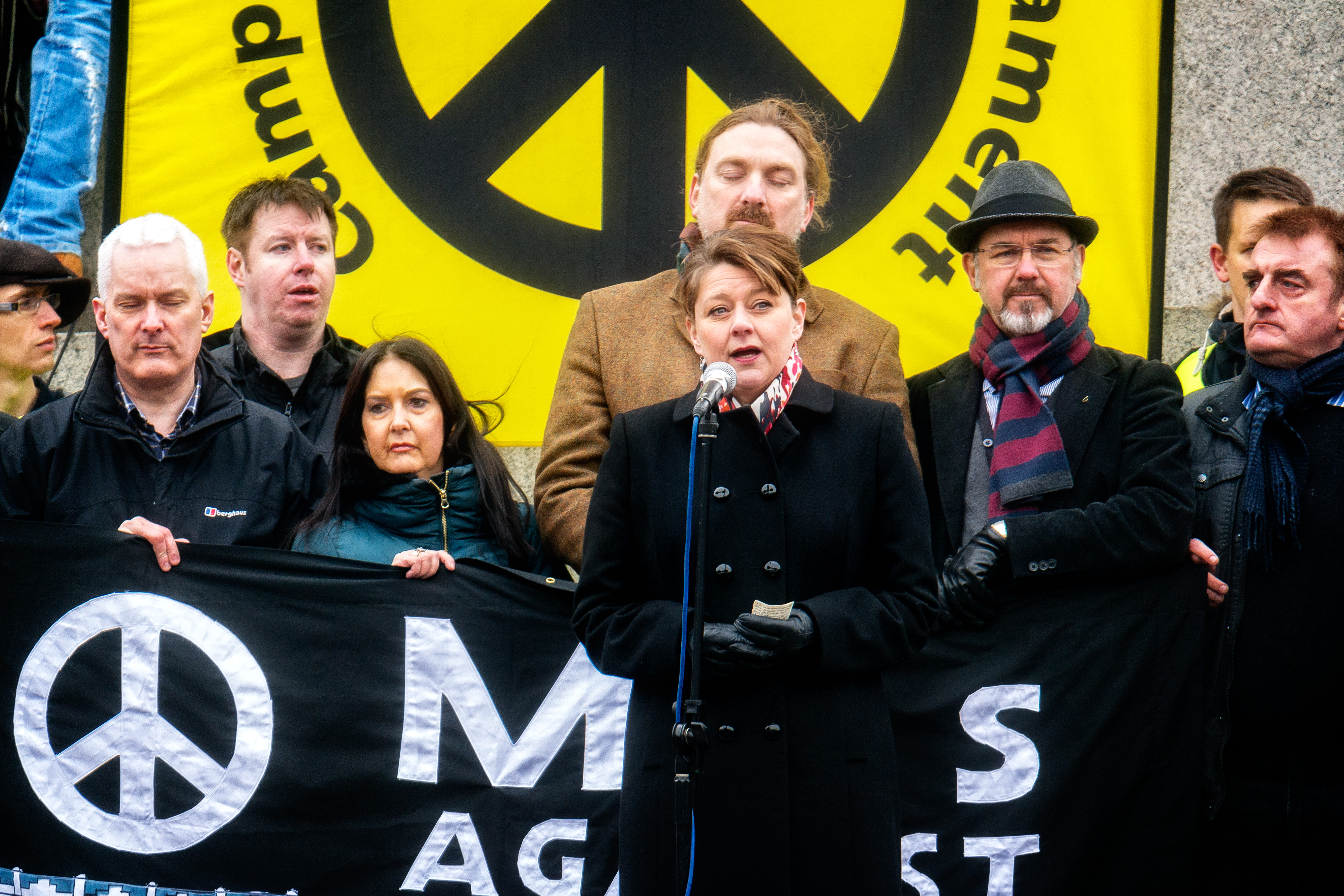
Leanne Wood habla en la manifestación #StopTrident el 27 de febrero de 2016. Fue arrestada el 8 de enero de 2007 por protestar contra el programa de misiles nucleares Trident del Reino Unido en Faslane.

### Revisión de seguridad y defensa estratégica de 2010
La Revisión de Seguridad y Defensa Estratégica de 2010 concluyó que los submarinos de la clase Sucesor tendrían ocho misiles operativos que llevarían no más de 40 ojivas operativas entre ellos. Esto permitiría al Reino Unido reducir sus existencias de ojivas operativas de 160 a 120, y el arsenal total de no más de 225 a no más de 180. Se transportarían en un Compartimento Común de Misiles de 12 misiles diseñado en colaboración con los EE. UU., que podría acomodar los misiles Trident II D5 actuales y cualquier misil de reemplazo una vez que el D-5 alcance el final de su vida útil esperada en la década de 2040.

### Opiniones de expertos
En 2010 se realizaron dos encuestas no representativas de expertos de la RUSI y el Instituto Real de Asuntos Internacionales (comúnmente conocido como Chatham House). La RUSI encontró una mayoría para aquellos que piensan que los beneficios de Trident superan los costes (53 %) en comparación a aquellos que piensan que los costes superan los beneficios (13%) o están equilibrados (34%). La encuesta de Chatham House encontró una minoría a favor del reemplazo de Trident (22 %), con más a favor de reemplazar con un sistema más económico (43 %) y un 29 % que dijo que el Reino Unido no debería reemplazar a Trident en absoluto.

### Opinión pública
En abril de 2015, una encuesta de YouGov encontró que el 38% de las personas pensaban que Trident debería ser reemplazado por completo, el 28% quería reemplazarlo con un sistema más económico, el 19% pensaba que el Reino Unido debería renunciar por completo a sus armas nucleares y el 15% respondió que no sabía. En septiembre de 2015, una encuesta de Survation encontró que el 29 % estaba de acuerdo en que Trident debería reformarse para hacerlo más barato, el 26 % en que debería renovarse por completo y el 18 % en que debería desecharse, el 27% no sabía. Las armas nucleares no son el mayor problema de la nación, con solo el 2% de las personas diciendo que era la mayor preocupación de la nación en mayo de 2015, en comparación con el 21% en junio de 1987.

### Submarino clase Dreadnought

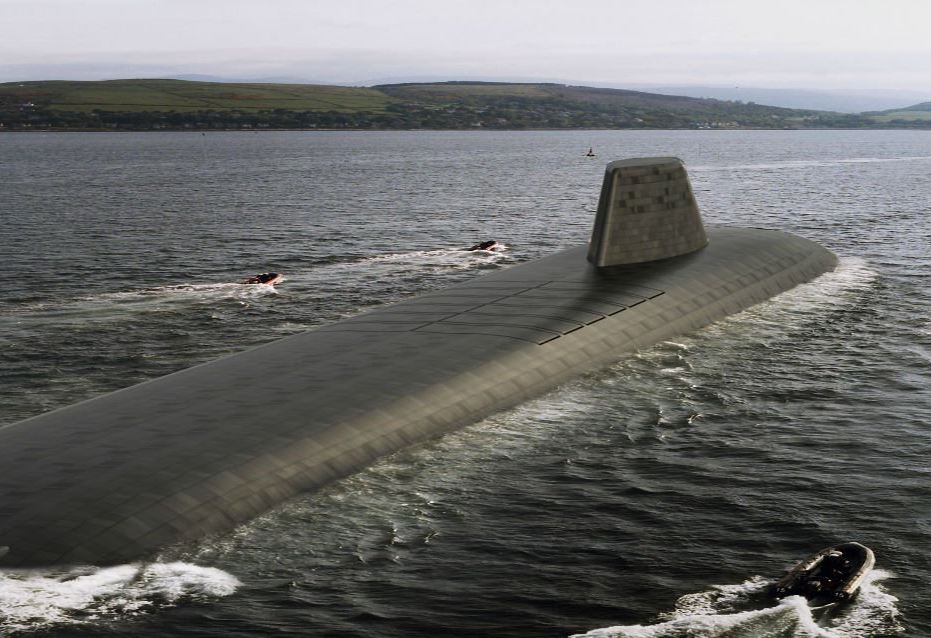
Representación artística de un submarino de la clase Dreadnought

En febrero de 2016, BAE Systems comenzó a trabajar en el diseño de prototipos de los nuevos submarinos. La clase Sucesor se denominó oficialmente clase Dreadnought el 21 de octubre de 2016. Se esperaba que los submarinos entraran en funcionamiento a partir de 2028, con la flota actual eliminada gradualmente para 2032.
En octubre de 2015, Reuters estimó que costaría 167 mil millones de £ durante su vida útil de 30 años, o 5,56 mil millones de £ por año; esta cifra fue cuestionada por Michael Fallon. El Ministerio de Defensa inglés calculó el costo de construcción, prueba y puesta en marcha de los buques de reemplazo en 31 000 millones de libras esterlinas (más un fondo de contingencia de 10 000 millones de libras esterlinas) durante 35 años. Esto equivale al 0,2 por ciento del gasto público, o al 6 por ciento del gasto en defensa. Crispin Blunt, presidente del Comité Selecto de Asuntos Exteriores, estimó en julio de 2016 que el programa costaría £ 179 mil millones en total durante su vida útil.
Para el año fiscal 2018/19, la Oficina Nacional de Auditoría del Reino Unido descubrió que el gasto en disuasión nuclear costará 5200 millones de libras esterlinas, o el 14 % del presupuesto de defensa, con 600 millones de libras esterlinas de fondos de contingencia utilizados. Los costos se proyectaron en alrededor de 51 mil millones de £ durante los siguientes 10 años, 2.9 mil millones de £ por encima del presupuesto proyectado que ya anticipaba encontrar 3 mil millones de £ de ahorro, que el Daily Telegraph describió como un déficit de 6 mil millones de £.